# DFB-Hallen-Masters 1989
Das DFB-Hallen-Masters 1989 war die zweite offizielle Austragung dieses Wettbewerbes, das vom DFB durchgeführt wurde. Das Endrundenturnier, welches zum Vorjahr von sechs auf acht Teams erhöht wurde, fand vom 27. bis 28. Januar in der Dortmunder Westfalenhalle statt und endete mit dem 6:3-Finalsieg von Werder Bremen über den VfB Stuttgart.

## Teilnehmer
Das Teilnehmerfeld wurde im Vergleich zum Vorjahr attraktiver, in dem der Deutsche Meister, Vizemeister, Pokalsieger, Titelverteidiger und Gastgeber von vornherein gesetzt waren. Dazu kamen die drei besten Teams aus den Qualifikationsturnieren.
| Gesetzte Teams - Titelverteidiger Bayer 05 Uerdingen - Deutscher Meister Werder Bremen - Deutscher Vizemeister FC Bayern München - DFB-Pokalsieger Eintracht Frankfurt - Gastgeber Borussia Dortmund | Qualifizierte Teams - Platz 1 (206 Punkte) VfB Stuttgart - Platz 2 (184 Punkte) 1. FC Köln - Platz 3 (151 Punkte) Blau-Weiß 90 Berlin |

## Modus
In der Vorrunde wurde in zwei Gruppen mit jeweils vier Teams gespielt, die nach dem Modus „Jeder gegen Jeden“ bei zweimal 12 Minuten die Teilnehmer für das Halbfinale ausspielten. Ab dem Halbfinale ging es im K.-o.-System weiter und sollte ein Spiel Remis enden, wurde der Sieger in einem Achtmeterschießen ermittelt. Bei den Platzierungsspielen erhöhte sich die Spielzeit auf zweimal 15 Minuten.
Gespielt wurde mit einem Torwart und fünf Feldspieler auf einen 49 mal 25 Meter großen Kunstrasen, der von einer Bande umgeben war.

## Vorrunde

### Gruppe A
Spiele
| Freitag, 27. Januar 1989 ab 19.00 Uhr |     |                     | |
| FC Bayern München                     | 3:2 | 1. FC Köln          | 0:1 Janßen, 1:1 Augenthaler, 2:1 Wegmann, 3:1 Dorfner, 3:2 Häßler                                              |
| Borussia Dortmund                     | 1:1 | Eintracht Frankfurt | 1:0 Mill, 1:1 Eckstein                                                                                         |
| 1. FC Köln                            | 3:6 | Borussia Dortmund   | 0:1 Zorc, 0:2 Breitzke, 0:3 Mill, 1:3 Littbarski, 2:3 Kohler, 2:4 Mill, 2:5 Möller, 3:5 Littbarski, 3:6 Helmer |
| Eintracht Frankfurt                   | 4:1 | FC Bayern München   | 1:0 Turowski, 2:0 Eckstein, 3:0 Eckstein, 3:1 Aumann, 4:1 Eckstein                                             |
| Samstag, 28. Januar 1989 ab 13.00 Uhr |     |                     | |
| FC Bayern München                     | 5:1 | Borussia Dortmund   | 1:0 Ekström, 2:0 Augenthaler, 2:1 Strudal, 3:1 Pflügler, 4:1 Flick, 5:1 Kastenmaier                            |
| Eintracht Frankfurt                   | 3:1 | 1. FC Köln          | 1:0 Bakalorz, 2:0 Studer, 2:1 Häßler, 3:1 Steiner (ET)                                                         |

Abschlusstabelle
| Pl. | Mannschaft          | Sp. | S | U | N | Tore    | Diff. | Punkte |
| --- | ------------------- | --- | - | - | - | ------- | ----- | ------ |
| 1.  | Eintracht Frankfurt | 3   | 2 | 1 | 0 | 008:300 | +5    | 05:10  |
| 2.  | FC Bayern München   | 3   | 2 | 0 | 1 | 009:700 | +2    | 04:20  |
| 3.  | Borussia Dortmund   | 3   | 1 | 1 | 1 | 008:900 | −1    | 03:30  |
| 4.  | 1. FC Köln          | 3   | 0 | 0 | 3 | 006:120 | −6    | 0:60   |

### Gruppe B
Spiele
| Freitag, 27. Januar 1989 ab 19.00 Uhr |     |                     | |
| Werder Bremen                         | 2:1 | Bayer 05 Uerdingen  | 1:0 Ordenewitz, 2:0 Hermann, 2:1 Stickroth |
| VfB Stuttgart                         | 7:4 | Blau-Weiß 90 Berlin | 0:1 N. Schmäler (ET), 1:1 Walter, 2:1 Klinsmann, 3:1 N. Schmäler, 4:1 Walter, 4:2 Schlegel, 4:3 Gaedke, 5:3 Schütterle, 5:4 Levý, 6:4 Klinsmann, 7:4 Gaudino |
| Bayer 05 Uerdingen                    | 4:7 | VfB Stuttgart       | 0:1 Gaudino, 0:2 Hartmann, 0:3 Walter, 1:3 Herget, 2:3 Hellmann, 2:4 Schütterle, 3:4 Mathy, 3:5 Hartmann, 4:5 Stickroth, 4:6 Klinsmann, 4:7 Klinsmann        |
| Blau-Weiß 90 Berlin                   | 3:1 | Werder Bremen       | 1:0 Votava (ET), 2:0 Schlumberger, 2:1 Eilts, 3:1 Schlegel                                                                                                   |
| Samstag, 28. Januar 1989 ab 13.00 Uhr |     |                     | |
| Werder Bremen                         | 4:1 | VfB Stuttgart       | 1:0 Zietsch (ET), 2:0 Hermann, 3:0 Wolter, 3:1 Gaudino, 4:1 Burgsmüller                                                                                      |
| Blau-Weiß 90 Berlin                   | 4:5 | Bayer 05 Uerdingen  | 0:1 F. Funkel, 1:1 Gaedke, 1:2 Witeczek, 2:2 Schlegel, 2:3 Stickroth, 2:4 Klinger, 2:5 Witeczek, 3:5 Dinauer, 4:5 Schmidt                                    |

Abschlusstabelle
| Pl. | Mannschaft          | Sp. | S | U | N | Tore    | Diff. | Punkte |
| --- | ------------------- | --- | - | - | - | ------- | ----- | ------ |
| 1.  | VfB Stuttgart       | 3   | 2 | 0 | 1 | 015:120 | +3    | 04:20  |
| 2.  | Werder Bremen       | 3   | 2 | 0 | 1 | 007:500 | +2    | 04:20  |
| 3.  | Blau-Weiß 90 Berlin | 3   | 1 | 0 | 2 | 011:130 | −2    | 02:40  |
| 4.  | Bayer 05 Uerdingen  | 3   | 1 | 0 | 2 | 010:130 | −3    | 02:40  |

## Finalrunde

### Halbfinale
|                     | Ergebnis |                   | Torfolge                                                              |
| ------------------- | -------- | ----------------- | --------------------------------------------------------------------- |
| Eintracht Frankfurt | 1:4      | Werder Bremen     | 0:1 Meier, 1:1 Bakalorz, 1:2 Schaaf, 1:3 Hermann, 1:4 Hermann         |
| VfB Stuttgart       | 4:1      | FC Bayern München | 1:0 Gaudino, 1:1 Grahammer, 2:1 Schütterle, 3:1 Zietsch, 4:1 Poschner |

### Spiel um Platz drei
| | Ergebnis        |                   |
| --- | --------------- | ----------------- |
| Eintracht Frankfurt | 4:4 (4:2 i. A.) | FC Bayern München |
| 1:0 Studer, 2:0 Bakalorz, 3:0 Bakalorz, 4:0 Eckstein, 4:1 Reuter, 4:2 Thon, 4:3 Heidenreich (ET), 4:4 Thon (8m)         |                 |                   |
| Achtmeterschießen: 1:0 Eckstein, Nachtweih, Roth, Thon, 2:0 Bakalorz, 2:1 Eck, 3:1 Balzis, 3:2 Kastenmaier, 4:2 Gründel |                 |                   |

### Finale
| | Ergebnis |               |
| --- | -------- | ------------- |
| Werder Bremen | 6:3      | VfB Stuttgart |
| 0:1 Schütterle, 1:1 Hermann, 2:1 Meier, 3:1 Burgsmüller, 4:1 Eilts, 5:1 Eilts, 5:2 Klinsmann, 6:2 Eilts, 6:3 Gaudino |          |               |

## Statistisches
- 101 Tore ({\displaystyle \varnothing } 6,31 pro Spiel) wurden erzielt, wobei sich 52 Spieler, darunter auch Torwart Raimond Aumann vom FC Bayern München als Torschützen auszeichnen konnten.
- Fünf Eigentore gingen auf das Konto von Nils Schmäler (VfB Stuttgart), Mirko Votava (Werder Bremen), Rainer Zietsch (VfB Stuttgart), Paul Steiner (1. FC Köln) und Maximilian Heidenreich (Eintracht Frankfurt).
- Drei Tore (kein Hattrick) in einem Spiel erzielten Dieter Eckstein (Eintracht Frankfurt) gegen den FC Bayern München und Dieter Eilts (Werder Bremen) gegen den VfB Stuttgart.
- An beiden Tagen kamen 17.500 Zuschauer in die Westfalenhalle, die sich auf Freitag (7.000) und Samstag (10.500) verteilten.
- Jede Mannschaft erhielt 12.500 DM Startgeld. Preisgelder gab es für Platz 1 (100.000 DM), Platz 2 (75.000 DM), Platz 3 (50.000 DM) und Platz 4 (25.000 DM).

### Torschützenliste
|    | Spieler          | Mannschaft          | Tore |
| -- | ---------------- | ------------------- | ---- |
| 1. | Dieter Eckstein  | Eintracht Frankfurt | 5    |
| 1. | Günter Hermann   | Werder Bremen       | 5    |
| 1. | Jürgen Klinsmann | VfB Stuttgart       | 5    |
| 1. | Maurizio Gaudino | VfB Stuttgart       | 5    |
| 5. | Dirk Bakalorz    | Eintracht Frankfurt | 4    |
| 5. | Dieter Eilts     | Werder Bremen       | 4    |

### Bester Spieler
- Günter Hermann (Werder Bremen)

### Schiedsrichter
- Aron Schmidhuber, Klaus Broska, Wolf-Günter Wiesel und Leonhard Kentsch

## Siegermannschaft
| 1.                     | Werder Bremen |
| Logo von Werder Bremen | - Tor: Oliver Reck, Jürgen Rollmann - Feldspieler: Manfred Burgsmüller, Dieter Eilts, Günter Hermann, Norbert Meier, Frank Ordenewitz, Jonny Otten, Thomas Schaaf, Vegard Skogheim, Mirko Votava , Thomas Wolter - Trainer: Otto Rehhagel |